# Synoicum lacazei
Synoicum lacazei is een zakpijpensoort uit de familie van de Polyclinidae. De wetenschappelijke naam van de soort is voor het eerst geldig gepubliceerd in 1957 door Pérès.